# Cyperns kyrka
Cyperns kyrka (grekiska: Εκκλησία της Κύπρου; translitteration: Ecclesia ths Kyprou) är en östortodox kristen kyrka baserad på Cypern och som tillhör den Grekisk-ortodoxa kyrkan.

## Överhuvud
Makarios III, som från år 1960 och fram till sin död 1977 var Cyperns första president, var kyrkans ärkebiskop åren 1950-1977.

## Bilder

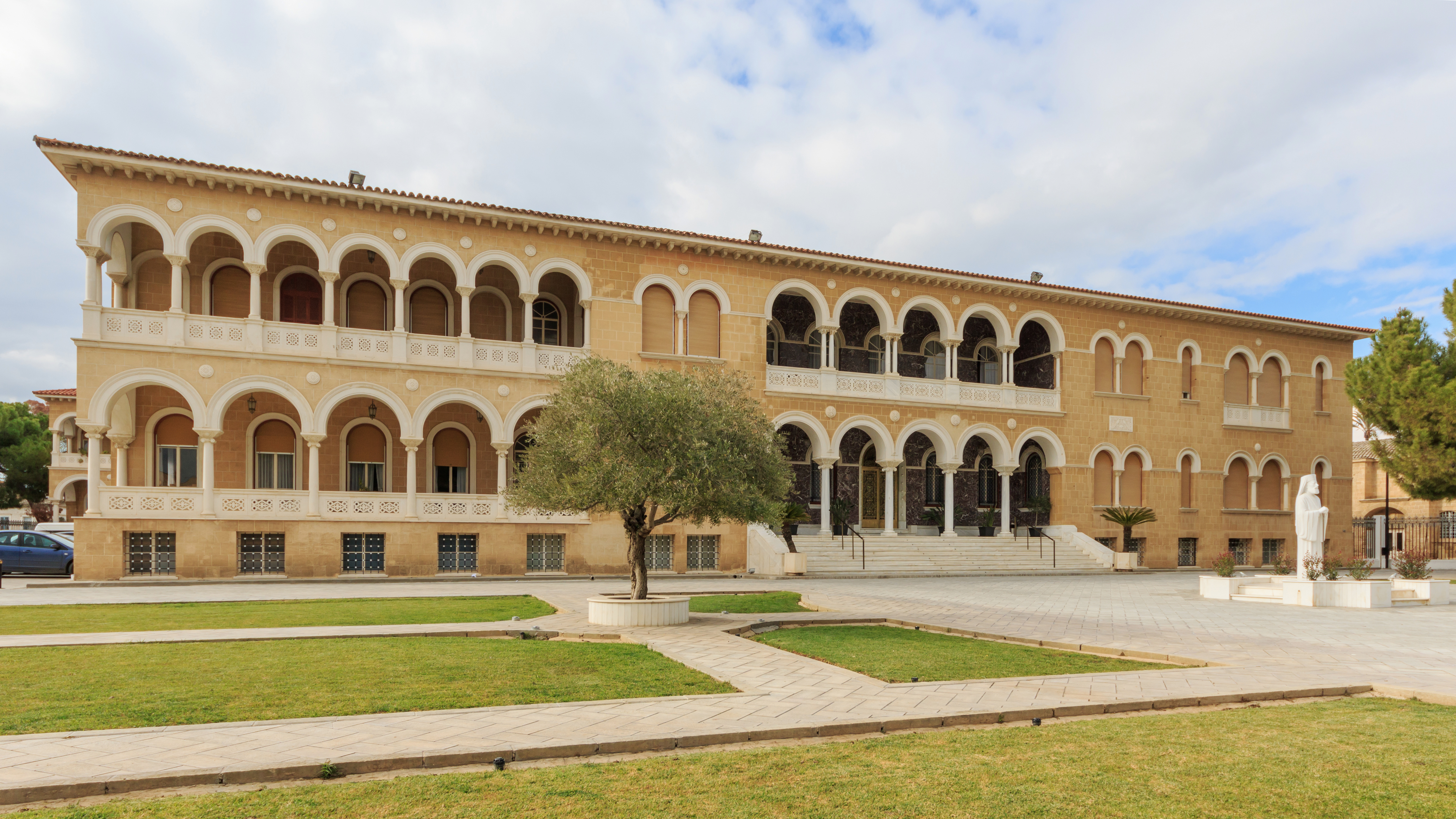
Ärkebiskopens högkvarter. Makarios III-statyn plockades sedan ner.
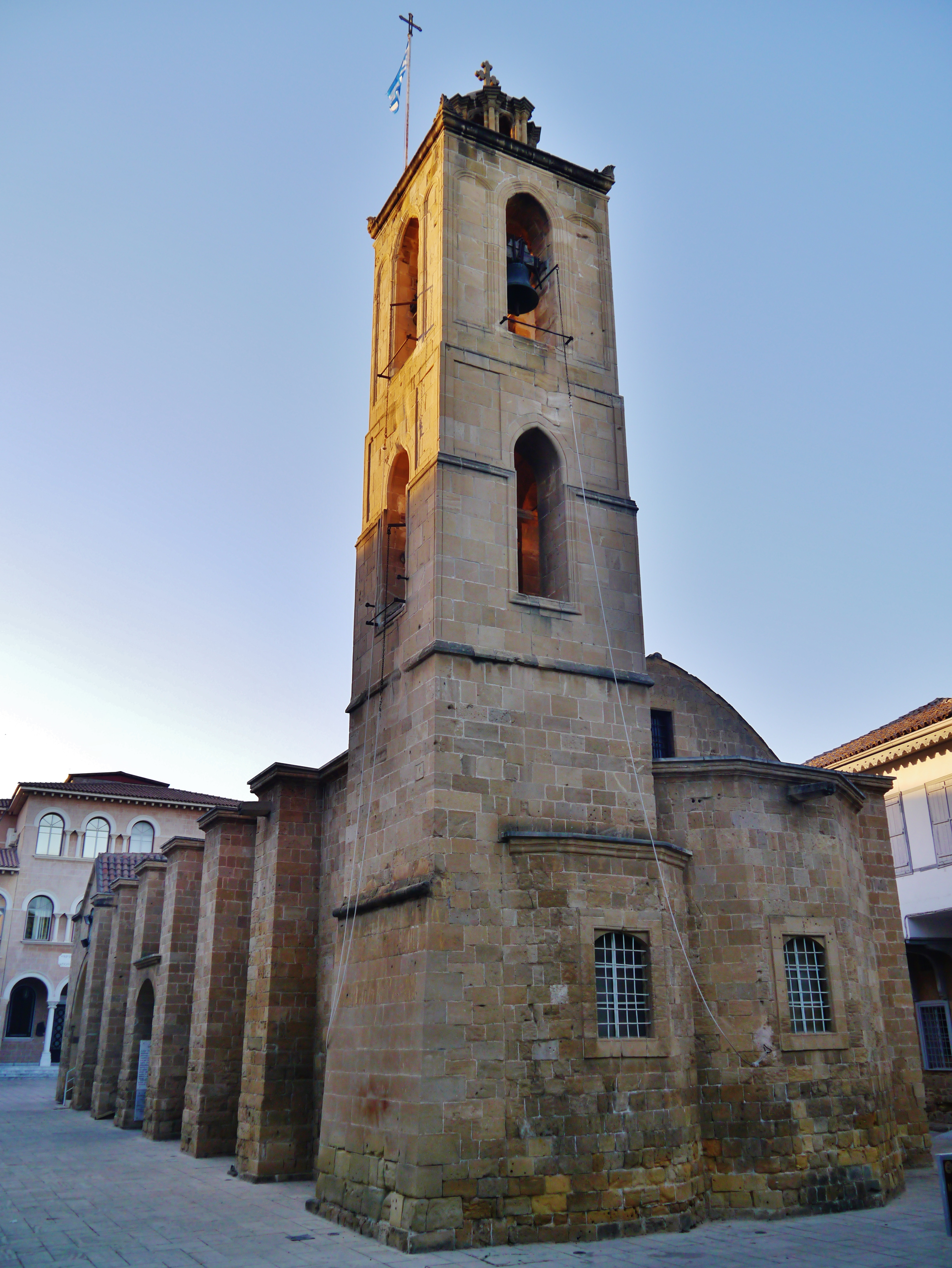
Sankt Johannes katedral i Nicosia.
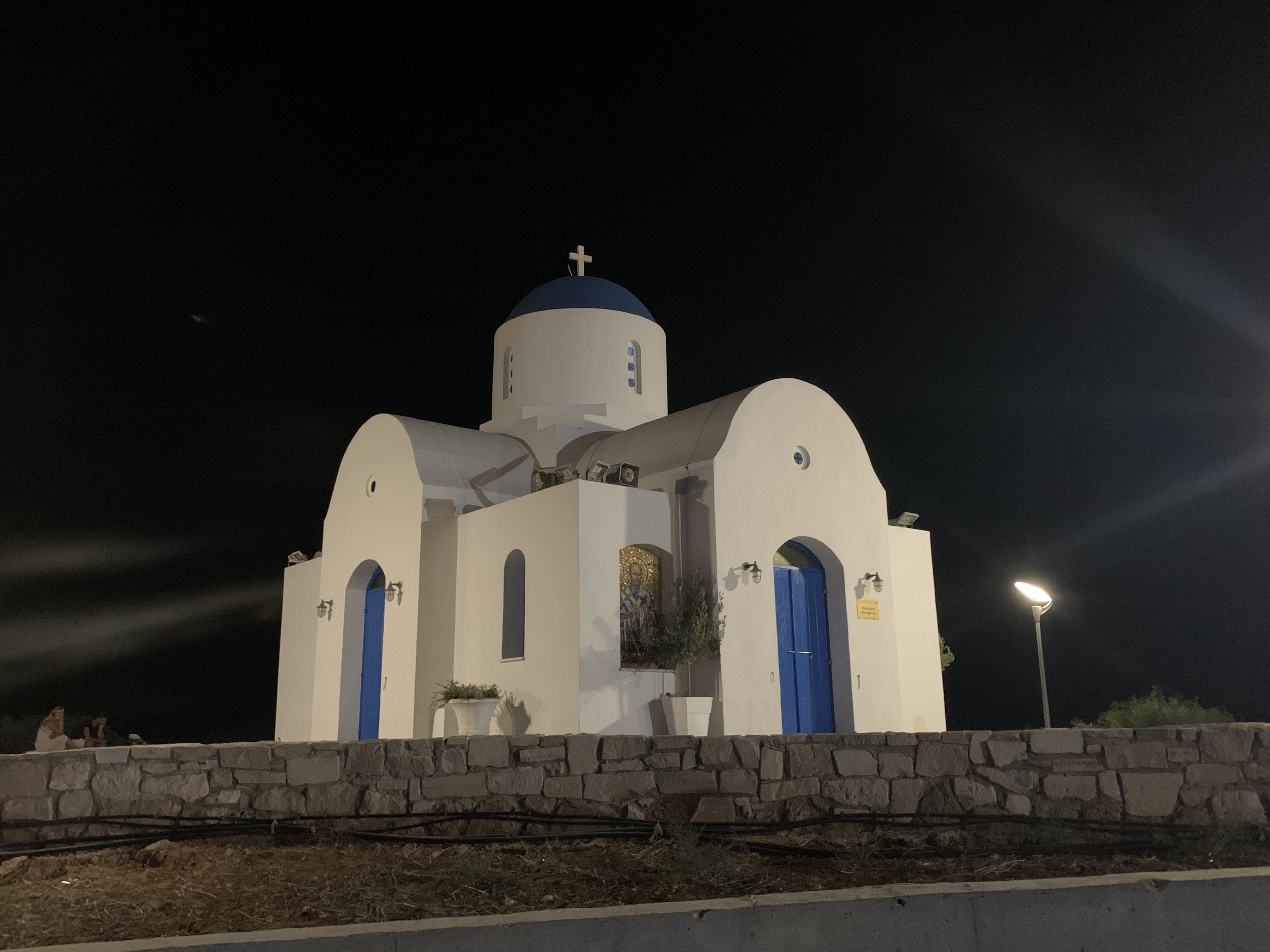
Sankt Nikolai kapell i Paralimni.
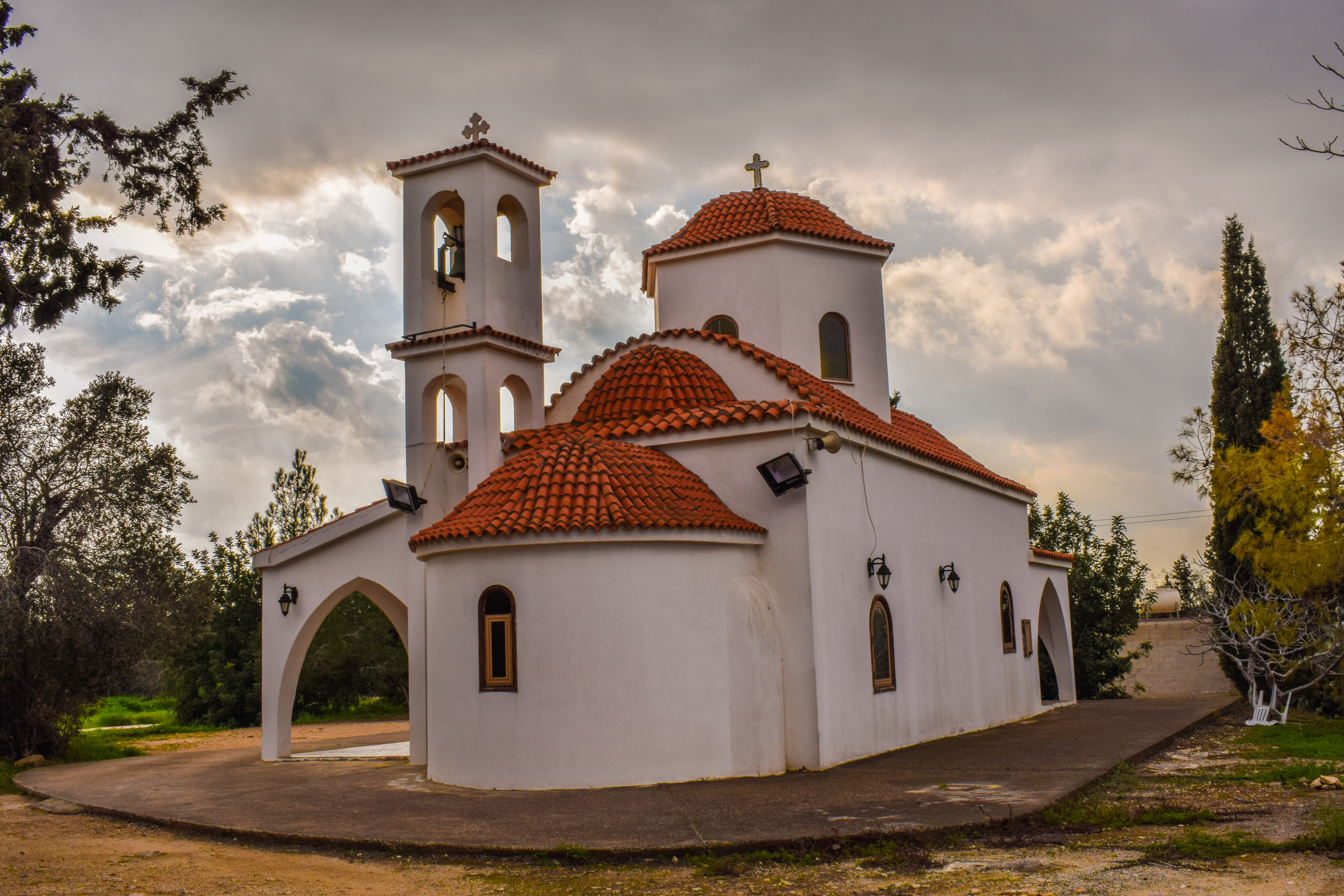
Ärkeängeln Gabriels kapell i Paralimni.
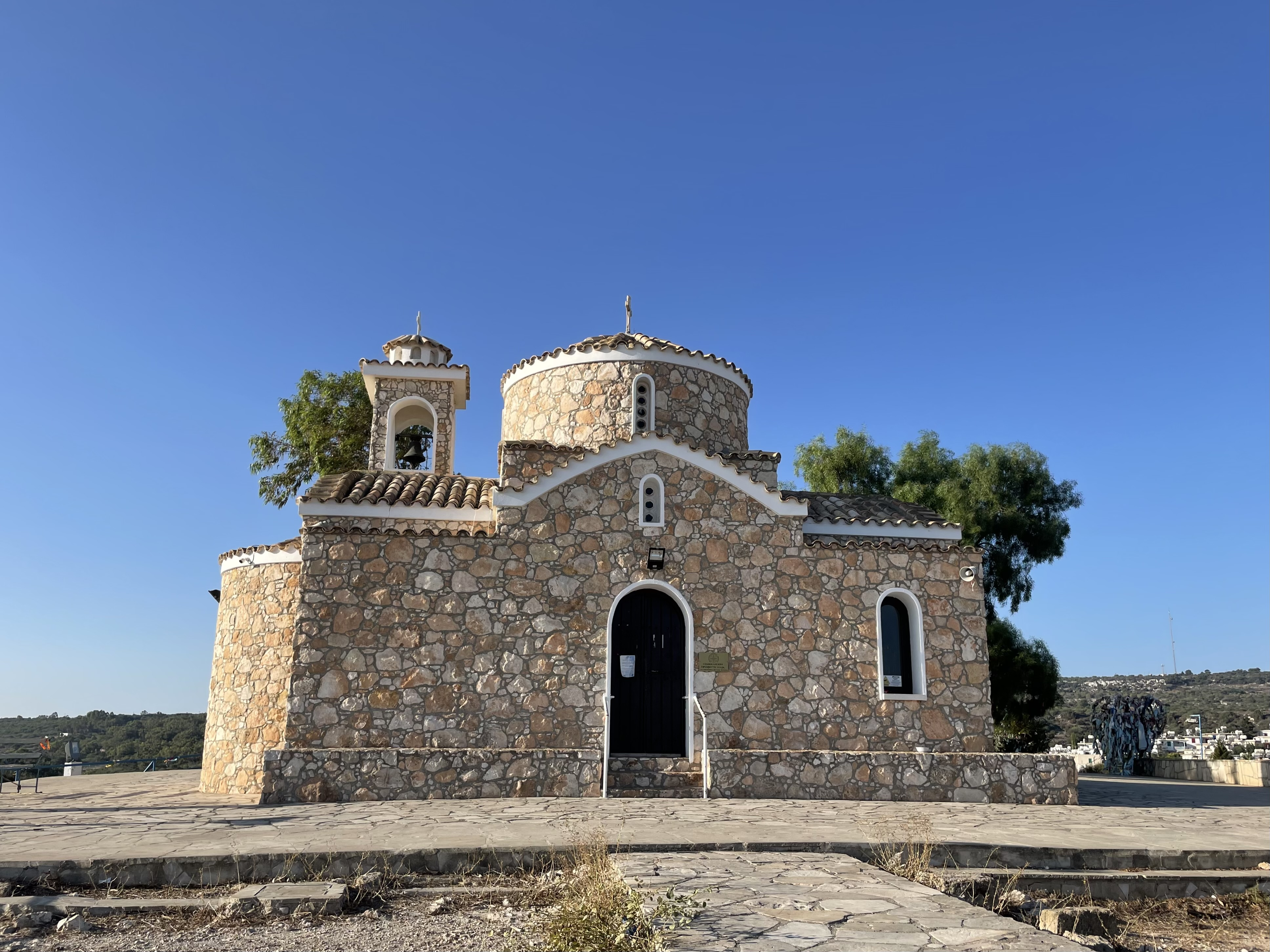
Profeten Elias kyrka i Protaras.